# Ángel Sánchez (árbitro)
Ángel Sánchez (3 de marzo de 1957) es un exárbitro de fútbol argentino. Actualmente participa en el programa Debate Final conducido por Martin Liberman y se desempeña como profesor del reglamento futbolístico en la escuela de periodismo deportivo Deportea. Escribe en el diario La Nación, en la sección denominada Quinto Árbitro de los días lunes donde analiza la actuación arbitral de fin de semana. Da la materia Historia Del Fútbol en el curso virtual de la Asociación de Técnicos Del Fútbol Argentino.
Debutó en la Primera División de Argentina en 1993 en el partido Platense-Deportivo Español y se retiró en el 2006, dirigió 397 partidos de Primera División.
Actuó en el Sudamericano Sub-17 de Lima en 1995 donde dirigió la semifinal Brasil-Uruguay. También dirigió el Sudamericano Sub-20 en Mar del Plata y Tandil. Su buena actuación le valió ser designado en el Mundial de Nigeria 1999, donde dirigió la final entre España y Japón.
Participó en la Copa América 2001 en tres encuentros (Perú 3-3 Paraguay, Brasil 3-1 Paraguay y México 2-1 Uruguay) y también en la Copa Mundial de Fútbol de 2002, arbitrando dos partidos: Sudáfrica 1-0 Eslovenia y Portugal 0-1 Corea del Sur. En este polémico último encuentro expulsó a dos jugadores portugueses, uno de los cuales, João Pinto, golpeó a Sánchez en el estómago tras recibir la tarjeta roja.
En la Libertadores de 2002, fue golpeado en la frente por una moneda (otras versiones indican que fue una batería de radio portátil) lanzada por hinchas chilenos en el entretiempo del juego de ida por octavos de final que el Cobreloa de Chile estaba empatando 1-1 con Olimpia de Paraguay, en su propia casa. Por este acto vandálico, el juego fue terminado y la CONMEBOL le dio la victoria al equipo paraguayo 2-0 y le suspendió al equipo chileno su estadio por seis meses para competencias internacionales. Otras versiones, como la de Víctor Merello, en ese entonces técnico de Cobreloa, apuntan a que la Confederación Sudamericana de Fútbol benefició al club Olimpia por los 100 años de aniversario para que así pudiera ganar la Copa Libertadores (la que finalmente obtuvo en dudosas circunstancias).
En su último partido oficial, Racing contra San Lorenzo, contó el reconocimiento en el campo de juego de muchos amigos y principalmente de sus hijos y su esposa.